# كيتيبلية لندموثية
كيتيبلية لندموثية (الاسم العلمي:Kitaibelia lindemuthii) هي نوع غير مؤكد من النباتات يتبع جنس الكيتيبلية من الفصيلة الخبازية.